# Caché (filme)
Caché (prt: Nada a Esconder; bra: Caché) é um filme de 2005, uma produção de quatro países: França, Áustria, Alemanha e Itália. Tem direção e roteiro de Michael Haneke. Tem em seu elenco Daniel Auteuil, Juliette Binoche e Maurice Bénichou. Foi eleito pelo jornal The Times como o melhor filme da década de 2000.

## Sinopse
Georges Laurent é jornalista e apresentador em um programa literário de TV. Ele vive tranquilamente em uma casa em Paris, com a esposa Anne e o filho  Pierrot. Porém, esta tranquilidade é quebrada no dia em que sua esposa recebe o primeiro vídeo anônimo e percebe que sua família é observada de forma anônima e perturbadora.

## Elenco
- Juliette Binoche como Anne Laurent
- Daniel Auteuil como Georges Laurent
- Lester Makedonsky como Pierrot Laurent
- Annie Girardot como mãe de Georges

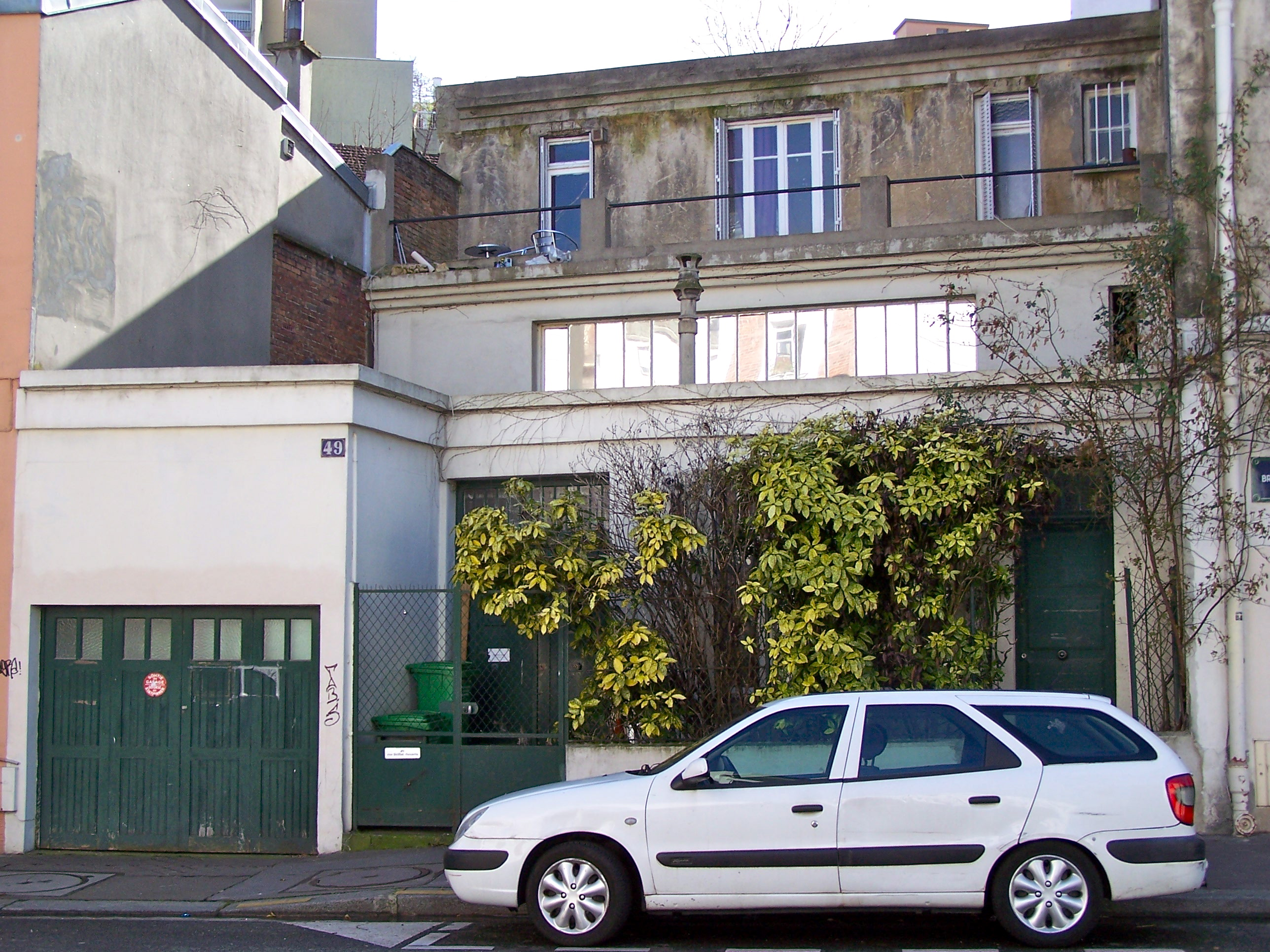
Casa da família Laurent, no número 49 da Rua Brillat-Savarin, em Paris

- Maurice Bénichou como Majid
- Daniel Duval como Pierre
- Karla Suárez como romancista